# Панкуроній
Панкуронію бромід (англ. Pancuronium bromide, лат. Pancuronii bromidum) — синтетичний препарат, який належить до четвертинних амонієвих сполук, та є представником класу недеполяризуючих міорелаксантів тривалої дії, та має курареподібну дію. Панкуроній розроблений у лабораторії компанії «Organon & Co.» на основі рослинного алкалоїду малуетину, який має нейром'язову блокуючу дію.

## Фармакологічні властивості
Панкуроній — синтетичний препарат, що є четвертинною амонієвою сполукою, та відноситься до класу міорелаксантів. Механізм дії препарату полягає у блокуванні нікотинових холінорецепторів кінцевої пластинки рухового нерва скелетних м'язів, унаслідок чого стимулюється релаксація м'язів, зокрема під час хірургічних операцій, що полегшує проведення інтубації трахеї. За механізмом дії панкуроній є недеполяризуючим міорелаксантом, та має швидкий початок дії та високу тривалість дії. Препарат застосовується в комплексі з іншими засобами для проведення наркозу, а саме для полегшення проведення інтубації трахеї. Антагоністами панкуронію є інгібітори холінестерази, зокрема неостигмін, піридостигмін та ендрофоній.

### Фармакокінетика
Панкуроній після внутрішньовенного введення швидко всмоктується, максимальна дія препарату розпочинається приблизно через 2—3 хвилин після введення, та триває в залежності від дози до 100 хвилин. Панкуроній метаболізується у печінці, виводиться препарат із організму переважно із сечею, частково з фекаліями. Середній період напіввиведення панкуронію складає 2 години, цей час може зростати у хворих з порушеннями функції нирок або печінки.

## Медичне застосування
Панкуроній застосовується для релаксація м'язів під час хірургічних операцій, що полегшує проведення інтубації трахеї, та для індукції наркозу в дорослих і дітей, а також у дорослих як додатковий засіб для проведення штучної вентиляції легень.

## Інше застосування
Панкуроній застосовується разом із тіопенталом натрію для проведення евтаназії в тих країнах, де вона дозволена (зокрема Бельгії та Нідерландах). Для проведення евтаназії проводиться внутрішньовенна ін'єкція підвищених доз тіопенталу натрію разом із міорелаксантом панкуронієм або векуронієм, який паралізує дихальні м'язи.
Панкуроній також застосовується в комплексі для застосування для смертної кари шляхом смертельної ін'єкції в США.

## Побічна дія
Найчастішими побічними реакціями панкуронію є збільшення часу тривалості нейром'язової блокади. Найважчими побічними реакціями препарату є алергічні та анафілактоїдні реакції. Іншими побічними реакціями панкуронію є тахікардія, артеріальна гіпотензія, пригнічення дихання, ниркова недостатність, бронхоспазм, м'язова слабкість.

## Протипокази
Панкуроній протипоказаний при підвищеній чутливості до препарату.

## Форми випуску
Панкуроній випускається у вигляді флаконів з ліофілізатом розчину для ін'єкцій по 1 мг.